# 印度蝠鱝
印度蝠鱝（學名：Mobula thurstoni，又稱印度蝠魟、無刺蝠魟、飛魴仔、鷹魴）是蝠鲼科蝠鲼属的一種鱝，過去曾被誤鑑爲無刺蝠鱝。其體盤最大可寬至189公分，呈菱形，體盤的寬度約爲其長度的1.8~2.2倍。棲息於底中水層，卵胎生，以底棲軟體動物、甲殼動物及魚類爲食。

## 分布及棲息地
本種遍布於全球各熱帶、亞熱帶及溫帶海洋，包括澳大利亞，巴西，智利，哥斯達黎加，厄瓜多爾，埃及，薩爾瓦多，厄立特里亞，危地馬拉，洪都拉斯，印度，印尼，科特迪瓦，日本，馬來西亞，馬爾代夫，墨西哥，緬甸，尼加拉瓜，阿曼，巴基斯坦，秘魯，菲律賓，沙特阿拉伯，塞內加爾，南非，斯里蘭卡，泰國，阿聯酋，美國加州，烏拉圭和瓦努阿圖均有記錄該物種。
根據聯合國糧農組織提供的資料顯示，本種可見於大西洋中西、西南、東南及中東部，印度洋東部及西部，以及東南、西北、中東、中西及西南部太平洋。

## 形態
體盤呈菱形，體盤寬度爲長度的1.8~2.2倍，頭寬，體盤前部邊緣微凹，頭部兩側有鰭狀肢肉質突出物或頭鰭。眼睛及出水孔於頭側邊過頭鰭的地方，出水孔較小，與瞳孔相當，嘴巴於兩側頭鰭間。牙齒小而多。背鰭於尾巴基部腹鰭前端，在體盤後緣前。尾巴纖細如鞭，無刺，較體盤長度爲短，皮膚表面平滑。

## 用途
本種爲大型魚種，具有食用價值，其軟骨及魚皮可作加工製成制品。